# 過去のない男
『過去のない男』（フィンランド語：Mies vailla menneisyyttä、仏： L'Homme sans passé、 英：The Man Without a Past）は、2002年公開のフィンランド映画。
第55回カンヌ国際映画祭グランプリ及び女優賞受賞、サン・セバスティアン国際映画祭国際批評家連盟賞、ハンブルク映画祭ダグラス・サーク賞受賞。
サウンドトラックに、楽曲「ハワイの夜」（クレイジーケンバンド）と「Motto Wasabi」（小野瀬雅生ショウ）が採用されている。これは、カウリスマキ・ファンである小野瀬雅生が、自分たちのCDが出るたびに、かかさずカウリスマキに送っていて、彼等のサウンドが気に入られたためである。

## ストーリー
フィンランドのヘルシンキ。午前４時着の列車でこの地に着いた男は、公園で仮眠中に3人組のチンピラにバットで頭を殴られ昏倒した。執拗に殴打されトランクを荒らされ、身分証は捨てられて病院に搬送される男。一時は死んだと診断されたが、男は奇跡的に蘇生し病院から歩き去った。
その後、港の岸辺で再び昏倒していた男を救ったのは、コンテナに住む貧しいが人の良い一家であった。徐々に回復していったが、身元を尋ねられても答えられない男。頭を殴られたことで、彼は記憶を失っていたのだ。
過去を失った男であったが、港町の人々は彼に快く手を貸してくれる。コンテナ一家の主人は金曜日にスープとパンを配給する救世軍の元に男を連れて行き、「人生は後ろには進まない」と励ます。地元の悪徳警官は彼に空きコンテナを貸し与え、電柱から電気を盗む方法も伝授した。近くにじゃがいもを数個植えて畑とする男。壊れて捨てられていたジュークボックスを機械工に直してもらい、音楽のある生活も手に入れた。
職安では名前がないという理由で門前払いを受けたが、救世軍の事務所で仕事を得る男。そこに属する下士官の独身女性・イルマと仲を深めながら、男は徐々に生活力を発揮し始める。
救世軍の聖歌隊であるバンドのメンバーを家に招き、ジュークボックスの、ブルースやロックを聞かせる男。高齢の女性指揮官に、世俗的な演奏も救世軍の宣伝になると持ちかけると、昔は歌っていたという彼女はボーカルとしてマイクの前に立った。マネージャーとしてライブを企画し、入場料も設定する男。
港で溶接工事を見て、思わず試すと腕利きの溶接工と分かり、その場で採用される男。名前は適当で良いから口座を作れと言われて銀行に行くと、ライフルを持った老人の強盗と遭遇し、女性行員と共に金庫室に閉じ込められてしまった。救出後に警察で身元を語れず、一時は強盗の仲間かと疑われる男。
釈放された男の跡をつけ、話しかける銀行強盗の老人。彼は土木工事会社の社長だが不況で倒産し、銀行に会社を差し押さえられて口座も凍結されたのだという。従業員の最後の給料が未払いなことを気に病んだ社長は、強盗をして自分の預金を盗み出し、社員の各々の名を書いた封筒に小分けにしていた。自分はお尋ね者だからと男に封筒を託し、自殺する社長。遺言に従って社員たちを探し歩いた男は、律儀に大金を配り終えた。
「名無しの銀行強盗」という記事になり新聞に顔写真が載る男。それを見て、ヌルメスに住む妻が警察に名乗り出た。男はルヤネンという名の溶接工だったのだ。何も思い出せないルヤネンだが、妻のある身なら帰さねばと初恋を諦めるイルマ。
教えられた住所を訪ね、妻と対面するルヤネン。彼はギャンブル狂いで家庭内別居し、職を探して南部に行ったきりだったと話す妻。６月に離婚は成立し、すでに交際相手もいると言われ、妻に別れを告げてヘルシンキに戻るルヤネン。
イルマと電話連絡が付かぬまま町へ向かい、彼を殴った３人組のチンピラと遭遇するルヤネン。３人組はルヤネンにナイフを向けたが、駆けつけた大勢の労働者に囲まれ袋叩きにされた。地元の我々を苦しめて来た罰だと見て見ぬふりをする悪徳警官。今夜は親睦会だと聞いたルヤネンは会場からイルマを連れ出し、手をつないで家路についた。

## キャスト
| 役名                                         | 俳優                              | 日本語吹替 |
| -------------------------------------------- | --------------------------------- | ---------- |
| イルマ                                       | カティ・オウティネン              | 藤生聖子   |
| 過去のない男                                 | マルック・ペルトラ                | 菅生隆之   |
| 救世軍のマネージャー、バンドのヴォーカリスト | アンニッキ・タハティ              | 重松朋     |
| 救世軍バンド                                 | マルコ・ハーヴィスト&ポウタハウカ |            |
| ハンニバル                                   | タハティ                          |            |
| ニーミネン                                   | ユハニ・ニユミラ                  | 塚田正昭   |
| カイザ・ニーミネン                           | カイヤ・パリカネン                | 浅井晴美   |
| 造船所の事務員                               | エリナ・サロ                      |            |
| アンティラ                                   | サカリ・クオスマネン              | 楠見尚己   |
| バーのオーナー                               | アンネリ・サウリ                  |            |
| 銀行員                                       | オウティ・マエンパー              |            |
| 調査の役人                                   | ペルッティ・スヴェーホルム        |            |